# Sejm nadzwyczajny 1767/1768
Sejm nadzwyczajny 1767/1768 – I Rzeczypospolitej pod węzłem konfederacji radomskiej, został zwołany 3-11 lipca 1767 roku do Warszawy.
Sejmiki przedsejmowe w województwach odbyły się 24 sierpnia 1767 roku. Marszałkiem sejmu obrano Karola Radziwiłła wojewodę wileńskiego jako marszałka radomskiego. 
Obrady sejmu trwały od 5 października 1787 do 5 marca 1768 roku. Sejm został zalimitowany od 16 października 1767 do 1 lutego 1768 roku. 
Delegacja obradowała od 4 listopada 1767 do 26 lutego 1768 roku.